# Psiloclada major
Psiloclada major là một loài rêu tản trong họ Lepidoziaceae. Loài này được (R.M. Schust.) J.J. Engel miêu tả khoa học lần đầu tiên năm 1985.